# Orthetrum rubens
Orthetrum rubens је инсект из реда Odonata и фамилије Libellulidae. 

## Угроженост
Подаци о распрострањености ове врсте су недовољни.

## Распрострањење
Јужноафричка Република је једино познато природно станиште врсте.

## Популациони тренд
Популациони тренд је за ову врсту непознат.

## Станиште
Станишта врсте су шуме и слатководна подручја.